# 春花独蒜兰
春花独蒜兰（学名：Pleione kohlsii），为兰科独蒜兰属下的一个植物种。